# Becker (Gelehrtenfamilie)
Die Becker sind ein in Mecklenburg weit verzweigtes Geschlecht von Akademikern, das seit dem siebzehnten Jahrhundert zahlreiche evangelische Pastoren, Hochschullehrer und Ärzte hervorgebracht hat und für das anfangs die Seestadt Rostock einen wichtigen Lebensmittelpunkt bildete.
Während des Dreißigjährigen Krieges ließ sich der aus Westfalen stammende Harm (Hermann) Becker († 1669) als Kaufmann in Rostock nieder. Von seinem Sohn Hermann Becker (1632–1681) stammen die verschiedenen Linien des Geschlechtes ab.

## Familienmitglieder
Harm (Hermann) Becker († 1669)
- Hermann Becker (1632–1681), Pastor an der Jakobikirche, Professor für Physik, Metaphysik und Mathematik in Rostock
  - Heinrich Becker (1662–1720), Pastor an der Jakobikirche in Rostock
    - (Johann) Heinrich Becker (1698–1774), Diakon an der Nikolaikirche und Professor der Theologie in Rostock
    - Johann Hermann Becker (1700–1759), Professor der Theologie  und Pastor an der Jacobikirche in Greifswald, Pastor an der Marienkirche in Lübeck
      - Peter Hermann Becker (1730–1788), Pastor an der Petrikirche, dann der Jakobikirche in Lübeck, Senior des Geistlichen Ministeriums
      - Heinrich Valentin Becker (1732–1796), Pastor an der Jakobikirche und Professor der Niederen Mathematik in Rostock
        - Johann Hermann Becker (1765–1847), Landesarchivar der mecklenburgischen Ritter- und Landschaft
        - Hermann Friedrich Becker (1766–1852), Forstinspektor der Rostocker Heide
        - (Johann) Georg Becker (1768–1855), Pastor  in Jördenstorf und an der Marienkirche in Rostock

      - Johann Rudolph Becker (1736–1815), Kämmereisekretär in Lübeck, Verfasser einer Stadtchronik
      - [weitere Kinder]

  - Peter (Petrus) Becker (1672–1753), Pastor an der Jakobikirche, Rektor der Stadtschule und Professor der Niederen Mathematik in Rostock
    - (Johann) Peter Becker (1714–1757), Pastor an der Jakobikirche in Rostock
      - [5 Kinder]

    - Hermann Becker (1719–1797), Professor der Theologie an der Universität Greifswald

  - Zacharias Becker (1678–1749), Pastor in Grabow
    - Hermann Ludwig Becker (1722–1789), Leibarzt der Herzogin Luise Friederike in Schwerin
      - Johann Hermann Becker (1770–1848), Arzt in Parchim, Badearzt in Doberan
        - Hermann Becker (1801–1854), Arzt in Crivitz
        - Albert Becker (1820–1871), Arzt in Goldberg